# Setge de Tolosa (1211)
El setge de Tolosa de 1211 va ser un intent de Simó IV de Montfort per pendre la ciutat al comte Ramon VI de Tolosa durant la Croada Albigesa.

## Motiu del setge
El 1211, el comte Simó IV de Montfort havia completat l'apoderament dels vescomtats de Trencavell (Besiers, Albi, Carcassona i Rasès) i la conquesta de grans fortaleses (Menerba, Tèrme i Cabaret). La lluita contra els càtars ja es podia considerar finalitzada, però encara hi havia àrees en què els càtars tenien una forta presència, que eren les possessions del comte Ramon VI de Tolosa
Ramon havia intentat fer les paus en el concili de Saint-Gilles, però el legat pontifici Arnau Amalric va decidir deixar-lo de costat i li va confirmar la seva excomunió. Segons les regles de l'Església i del feudalisme, la propietat d'un senyor excomunicat pertanyia al primer senyor que fos capaç de conquerir-la. Arnau també havia incitat a Simó de Montfort que ho fes i va començar per conquerir La Vaur.
Preveient el setge, Ramon de Tolosa va treure totes les collites i el bestiar de la ciutat de Castellnou d'Arri, la va fer evacuar i la va incendiar perquè Simó no pogués proveir-se d'aliments.
Simó de Montfort tenia com a reforç un batalló dels croats liderats per Tibald I de Bar. El camí entre Carcassona fins a Tolosa estava vigilat pel castell de Montferrand que estava en poder de Balduí de Tolosa, el germà de Ramon. A causa de la seva escassa defensa, el castell va caure al segon assalt i Balduí va jurar lleialtat a Montfort. Altres fortaleses van anar caient i Montfort va arribar a Tolosa a la primera quinzena de juny de 1211.

## El setge
Els defensors van enviar una delegació a Simó de Montfort i al legat Arnau d'Almaric, protestant contra el setge dient que la majoria de la població seguia la fe romana i recordant que n'hi havia cinc mil que havien contribuït a la conquesta de La Vaur.
Els líders de la croada els van demanar que abandonessin al seu comte, però els delegats es van negar per estar lligats pel jurament de fidelitat. Arnau els va dir que si ells no rebutjaven el seu comte, els cristians de Tolosa serien tractats com a heretges. La delegació va tornar a la ciutat i tot el poble de Tolosa va decidir fer un front comú contra els croats.
El 15 de juny, Simó i el seu exèrcit van provar de travessar el riu Hers per la zona de Montaudron (al sud-est de la ciutat), però els comtes de Tolosa, Foix i Comenge li van barrar el pas. Com que no va poder passar, Simó va fingir retirar-se i va poder creuar per un altre pont que els tolosans no havien acabat de destruir i va atacar a l'exèrcit dels tres comtes que no van trigar gaire temps a fugir. Al final del dia, l'exèrcit de Simó de Montfort i del comte de Bar van arribar a la ciutat de Tolosa.
Com que no tenia maquinària de setge, Simó de Montfort va tapar el fossat de la ciutat i va fabricar grans targes per a protegir els seus soldats quan s'acostessin a les muralles. Els tolosans van fer una sortida de la ciutat per a capturar aquestes targes, però només en van aconseguir dues i els va costar diversos morts al camp de batalla. En contra de l'opinió del comte de Tolosa es va organitzar una sortida a l'hora de la migdiada, però es dona l'alerta i són repel·lits.
Després de dues setmanes, el setge no havia avançat gens i el subministrament de queviures per als croats era cada vegada més difícil d'aconseguir. Simó de Montfort s'adonà que això no duia enlloc, i va aixecar el setge el 29 de juny.

## Conseqüències
Després del fracàs d'aquest setge, Simó de Montfort (per venjar-se del comte de Foix, que donava suport al comte de Tolosa i que va massacrar als croats a la batalla de Montjuèi) va realitzar una incursió al comtat de Foix per afeblir-lo. En tornar després als vescomtats de Trencavell, se'ls trobarà al límit de la revolta i amb un exèrcit que Ramon VI de Tolosa havia aconseguit reunir per a lluitar.